# (32764) 1981 EL36
1981 EL36 (asteroide 32764) é um asteroide da cintura principal. Possui uma excentricidade de 0.16923010 e uma inclinação de 2.50762º.
Este asteroide foi descoberto no dia 7 de março de 1981 por Schelte J. Bus em Siding Spring.